# 岩下広一
岩下 広一（いわした こういち）は、日本の編集技師。岩下 廣一と表記されることもある。
黒澤明監督の代表作と謳われる『生きる』『七人の侍』から喜劇映画の社長シリーズ、東宝特撮の『空の大怪獣 ラドン』『地球防衛軍』まで手掛けているジャンルは幅広く、編集作品数は100本を越える。

## 経歴
東宝の前身の1社として知られるピー・シー・エル映画製作所から映画製作に携わる。

## 主な編集作品
社長シリーズ
- 社長道中記 （1961年） - 第10作
- サラリーマン清水港 （1962年） - 第12作
- 続サラリーマン清水港 （1962年） - 第13作
- 社長外遊記 （1963年） - 第18作
- 続・社長外遊記 （1963年） - 第19作
- 社長紳士録 （1964年） - 第20作
- 続・社長紳士録 （1964年） - 第21作
- 社長忍法帖 （1965年） - 第22作
- 続・社長忍法帖 （1965年） - 第23作
- 社長行状記 （1966年） - 第24作
- 続・社長行状記 （1966年） - 第25作
- 社長千一夜 （1967年） - 第26作
- 続・社長千一夜 （1967年） - 第27作
- 社長繁盛記 （1968年） - 第28作
- 続・社長繁盛記 （1968年） - 第29作
- 社長えんま帖 （1969年） - 第30作
- 続・社長えんま帖 （1969年） - 第31作
- 社長学ABC （1970年） - 第32作
- 続・社長学ABC （1970年） - 第33作（最終作）

サラリーマン出世太閤記シリーズ
- サラリーマン出世太閤記 （1957年） - 第1作
- 続々サラリーマン出世太閤記 （1958年） - 第3作
- サラリーマン出世太閤記 課長一番槍 （1959年） - 第4作
- サラリーマン出世太閤記・完結篇 花婿部長No.1 （1960年） - 第5作（最終作）

若大将シリーズ
- 海の若大将 （1965年） - 第5作
- ニュージーランドの若大将 （1969年） - 第14作
- 若大将対青大将 （1971年） - 第17作

主要シリーズ以外
- 乙女ごころ三人姉妹 （1935年）
- 坊っちゃん （1935年）
- 妻よ薔薇のやうに （1935年）
- エノケンの近藤勇 （1935年）
- 桃中軒雲右衛門 （1936年）
- 兄いもうと （1936年）
- 彦六大いに笑ふ （1936年）
- 戦国群盗伝『前篇』『後篇』（1937年）
- からゆきさん （1937年）
- エノケンのちゃっきり金太（1937年）
- 人情紙風船 （1937年）
- 新選組 （1937年）
- 藤十郎の恋 （1938年）
- 綴方教室 （1938年）
- 鶴八鶴次郎 （1938年）
- はたらく一家 （1939年）
- 東京の女性（1939年）[2]
- 白蘭の歌（1939年）
- 蛇姫様 （1940年）
- 支那の夜 蘇州夜曲（1940年）
- 続蛇姫様 （1940年）
- 二人の世界 （1940年）
- エノケンの孫悟空（1940年）
- 熱砂の誓ひ （1940年）
- 時の花形 （1940年）
- 兄の花嫁 （1941年）
- 子寶夫婦 （1941年）
- 白鷺 （1941年）
- 闘魚 （1941年）
- 川中島合戦 （1941年）
- 続三等重役 （1952年）
- 生きる （1952年）
- 狂妻時代 （1952年）
- サラリーマンの歌 （1953年）
- 太平洋の鷲 （1953年）
- 若い瞳 （1954年）
- 七人の侍 （1954年）
- 泉へのみち （1955年）
- 制服の乙女たち （1955年）
- 夫婦善哉 （1955年）
- ひばり チエミ いづみの ジャンケン娘 （1955年）
- 青い果実 （1955年）
- 花嫁会議 （1956年）
- 白夫人の妖恋 （1956年）
- 新婚第一課 （1956年）
- 兄とその妹 （1956年）
- 殉愛 （1956年）
- 空の大怪獣 ラドン （1956年）
- 大安吉日 （1957年）
- 新しい背広 （1957年）
- 大学の侍たち （1957年）[1]
- 女殺し油地獄 （1957年）
- 地球防衛軍 （1957年）
- 負ケラレマセン勝ツマデハ （1958年）
- 駅前旅館 （1958年）
- 裸の大将 （1958年）
- 男性飼育法 （1959年）
- 新・三等重役 （1959年）
- 新・三等重役 旅と女と酒の巻 （1960年）
- 山のかなたに （1960年）[2]
- ハワイ・ミッドウェイ大海空戦 太平洋の嵐 （1960年）
- 別れて生きるときも （1961年）
- 世界大戦争 （1961年）
- 小早川家の秋 （1961年）
- 黒い画集 第二話 寒流 （1961年）
- 女難コースを突破せよ （1962年）
- 忠臣蔵 花の巻・雪の巻 （1962年）
- お姐ちゃん三代記 （1963年）
- 士魂魔道 大龍巻 （1964年）
- ただいま診察中 （1964年）
- がらくた （1964年）
- 暴れ豪右衛門 （1966年）
- あこがれ （1966年）
- 佐々木小次郎 （1967年）
- 爆笑野郎 大事件 （1967年）
- 首 （1968年）
- ドリフターズですよ!冒険冒険また冒険 （1968年）
- コント55号 世紀の大弱点 （1968年）
- 二人の恋人 （1969年）
- 悪魔が呼んでいる （1970年）
- 幽霊屋敷の恐怖 血を吸う人形 （1970年）
- 赤頭巾ちゃん気をつけて （1970年）
- 喜劇 ソレが男の生きる道 （1970年）
- 恋人って呼ばせて （1971年）
- 「されどわれらが日々」より 別れの詩 （1971年）